# Haley Lu Richardson

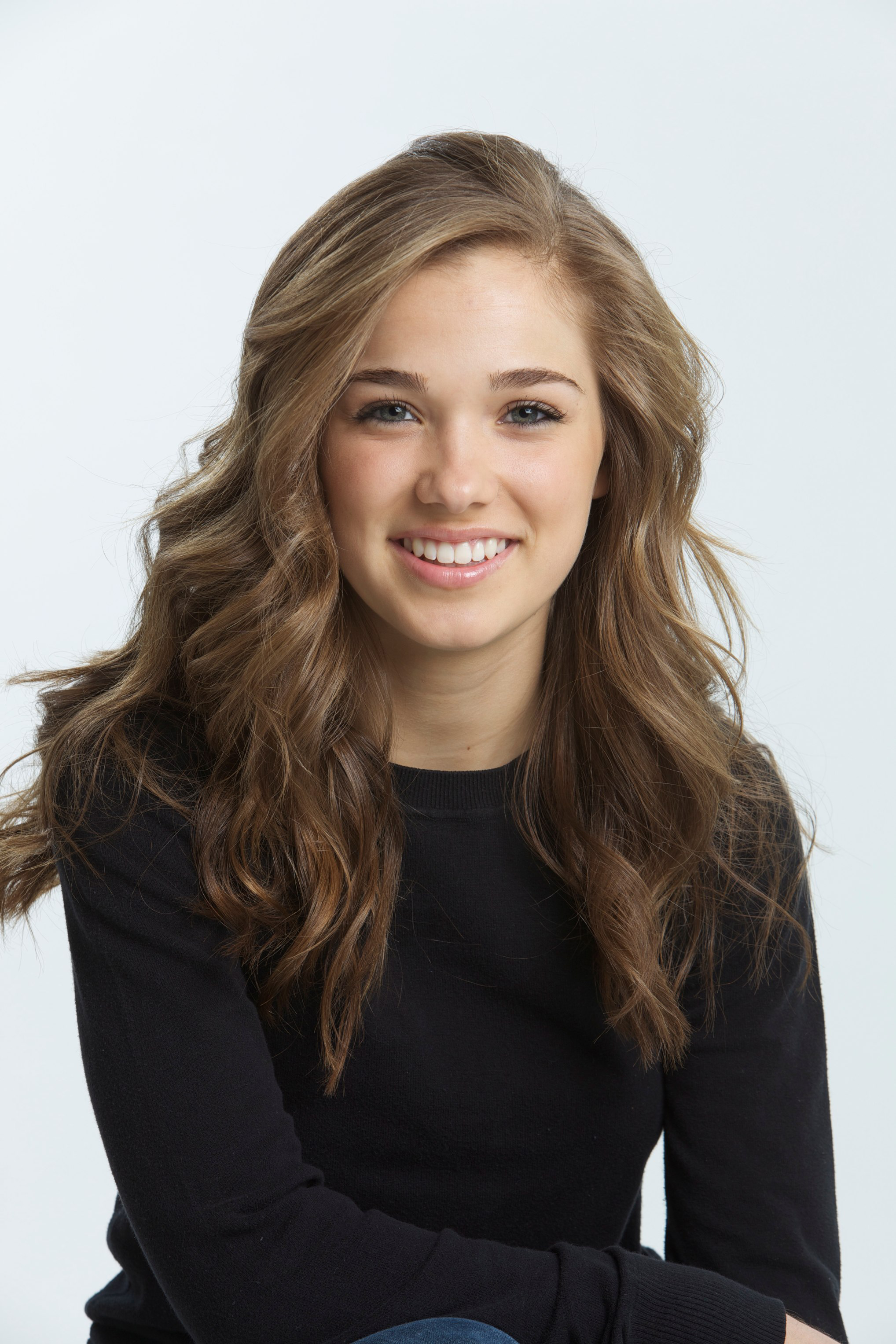
Haley Lu Richardson (2013)

Haley Lu Richardson (* 7. März 1995 in Phoenix, Arizona) ist eine US-amerikanische Schauspielerin.

## Leben
Haley Lu Richardson wurde 1995 als Tochter von Valerie, einer Grafikdesignern, und Forrest Richardson, einem Golfparcours-Architekt, geboren. Sie besuchte zunächst eine Montessori-Schule, später war sie Schülerin der Arcadia High School in Arizona.
Parallel dazu nahm Richardson über acht Jahre lang Tanzunterricht und gab zahlreiche Darstellungen mit der Cannedy Dance Company in Phoenix. 2011 im Alter von 16 Jahren zog sie nach Los Angeles, um ihre (Tanz-)Karriere voranzubringen. Seitdem war sie in mehreren Filmen und Fernsehserien zu sehen.
2012 hatte sie Tanzauftritte in einer Folge von Up in Arms und dem Videospiel Just Dance: Disney Party. Ihre erste größere Rolle verkörperte Richardson in der Fernsehserie Ravenswood (2013–2014). Anschließend wirkte sie in den Filmen The Well (2014), The Bronze (2015) und Follow (2015) mit. 2016 folgte eine Rolle in der Fernsehserie Recovery Road und M. Night Shyamalan verpflichtete sie für seinen Psychothriller Split.

## Filmografie (Auswahl)
- 2012: Meanamorphosis (Kurzfilm)
- 2012: Up in Arms (Fernsehserie, 1 Episode)
- 2012: Christmas Twister (Fernsehfilm)
- 2013: Escape from Polygamy (Fernsehfilm)
- 2013: Keep Calm and Karey On (Fernsehfilm)
- 2013–2014: Ravenswood (Fernsehserie, 5 Episoden)
- 2014: Awkward – Mein sogenanntes Leben (Awkward., Fernsehserie, 1 Episode)
- 2014: The Last Survivors
- 2014: The Well
- 2014: The Young Kieslowski
- 2015: The Bronze
- 2015: Follow
- 2015: Law & Order: Special Victims Unit (Fernsehserie, 1 Episode)
- 2016: Recovery Road (Fernsehserie, 6 Episoden)
- 2016: The Edge of Seventeen – Das Jahr der Entscheidung (The Edge of Seventeen)
- 2016: Split
- 2017: Columbus
- 2018: Support the Girls
- 2018: The Chaperone
- 2018: Operation Finale
- 2019: Drei Schritte zu Dir (Five Feet Apart)
- 2019: Jane the Virgin (Fernsehserie, 2 Episoden)
- 2020: Unpregnant
- 2021: After Yang
- 2021: Montana Story
- 2022: The White Lotus (Fernsehserie, 7 Episoden)
- 2023: Die statistische Wahrscheinlichkeit von Liebe auf den ersten Blick (Love at First Sight)